# Lesbiske - fra isolation til bevægelse
Lesbiske - fra isolation til bevægelse er en dansk dokumentarfilm fra 1978 instrueret af Birthe Marker.

## Handling
Om Lesbisk Bevægelses aktivistgruppe.